# Consistório Ordinário Público de 1991
Anunciado em 29 de maio de 1991, em 28 de junho de 1991 o Papa João Paulo II criou trinta novos cardeais, dos quais vinte e quatro eleitores:

## Cardeais Eleitores
| Nº                  | País                           | Nome                                        | Idade              | Cargo                                                                     | Título ou Diaconia                                                                  |
| Cardeais eleitores  | Cardeais eleitores             | Cardeais eleitores                          | Cardeais eleitores | Cardeais eleitores                                                        | Cardeais eleitores                                                                  |
| ------------------- | ------------------------------ | ------------------------------------------- | ------------------ | ------------------------------------------------------------------------- | ----------------------------------------------------------------------------------- |
| 1                   | Itália                         | Angelo Sodano †                             | 63                 | pró-secretário de Estado                                                  | Cardeal-presbítero de Santa Maria Nuova                                             |
| 2                   | Romênia                        | Alexandru Todea †                           | 79                 | arquieparca de Făgăraş e Alba Iulia                                       | Cardeal-presbítero de Santo Atanásio na Via Tiburtina                               |
| 3                   | Itália                         | Pio Laghi †                                 | 69                 | pró-prefeito da Congregação para a Educação Católica                      | Cardeal-diácono de Santa Maria Auxiliadora na Via Tuscolana                         |
| 4                   | Austrália                      | Edward Idris Cassidy †                      | 66                 | presidente do Pontifício Conselho para a Promoção da Unidade dos Cristãos | Cardeal-presbítero de Santa Maria na Via Lata                                       |
| 5                   | França                         | Robert-Joseph Coffy †                       | 70                 | arcebispo de Marselha                                                     | Cardeal-presbítero de São Luís Maria Grignion de Montfort                           |
| 6                   | República Democrática do Congo | Frédéric Etsou-Nzabi-Bamungwabi, C.I.C.M. † | 60                 | arcebispo de Kinshasa                                                     | Cardeal-presbítero de Santa Lúcia na Piazza d'Armi                                  |
| 7                   | República Dominicana           | Nicolás de Jesús López Rodríguez            | 54                 | arcebispo de Santo Domingo                                                | Cardeal-presbítero de São Pio X na Balduina                                         |
| 8                   | Filipinas                      | José Tomás Sánchez †                        | 71                 | secretário da Congregação para a Evangelização dos Povos                  | Cardeal-diácono de São Pio V na Villa Carpegna                                      |
| 9                   | Itália                         | Virgilio Noè †                              | 69                 | arcebispo titular de Voncaria                                             | Cardeal-diácono de São João Bosco na Via Tuscolana                                  |
| 10                  | Argentina                      | Antonio Quarracino †                        | 67                 | arcebispo de Buenos Aires                                                 | Cardeal-presbítero de Nossa Senhora da Saúde em Primavalle                          |
| 11                  | Itália                         | Fiorenzo Angelini †                         | 74                 | presidente do Pontifício Conselho para a Pastoral no Campo da Saúde       | Cardeal-diácono de Santo Espírito em Sassia                                         |
| 12                  | Estados Unidos                 | Roger Michael Mahony                        | 55                 | arcebispo de Los Angeles                                                  | Cardeal-presbítero de Santos Quatro Mártires Coroados                               |
| 13                  | México                         | Juan Jesús Posadas Ocampo †                 | 64                 | arcebispo de Guadalajara                                                  | Cardeal-presbítero de Nossa Senhora de Guadalupe e São Filipe Mártir na Via Aurelia |
| 14                  | Estados Unidos                 | Anthony Bevilacqua †                        | 68                 | arcebispo de Filadélfia                                                   | Cardeal-presbítero de Santíssimo Redentor e Santo Afonso na Via Merulana            |
| 15                  | Itália                         | Giovanni Saldarini †                        | 66                 | arcebispo de Turim                                                        | Cardeal-presbítero de Sagrado Coração de Jesus em Castro                            |
| 16                  | República da Irlanda           | Cahal Brendan Daly †                        | 73                 | arcebispo de Armagh                                                       | Cardeal-presbítero de São Patrício                                                  |
| 17                  | Itália                         | Camillo Ruini                               | 60                 | pró-vigário de Roma                                                       | Cardeal-presbítero de Santa Inês Extramuros                                         |
| 18                  | Eslováquia                     | Ján Chryzostom Korec, S.J. †                | 67                 | bispo de Nitra                                                            | Cardeal-presbítero de Santos Fabiano e Venâncio na Vila Fiorelli                    |
| 19                  | Suíça                          | Henri Schwery †                             | 59                 | bispo de Sion                                                             | Cardeal-presbítero de Santos Protomártires na Via Aurelia Antica                    |
| 20                  | Alemanha                       | Georg Maximilian Sterzinsky †               | 55                 | bispo de Berlim                                                           | Cardeal-presbítero de São José em Aurelio                                           |
| Revelado In Pecture |                                |                                             |                    |                                                                           |                                                                                     |
| 21                  | China                          | Ignatius Kung Pin-mei †                     | 89                 | bispo de Shanghai                                                         | Cardeal-presbítero de São Sisto                                                     |
| Cardeais Eméritos   |                                |                                             |                    |                                                                           |                                                                                     |
| 22                  | Itália                         | Guido Del Mestri †                          | 80                 | núncio apostólico emérito na Alemanha                                     | Cardeal-diácono de Santo Eustáquio                                                  |
| 23                  | Itália                         | Paolo Dezza, S.J. †                         | 89                 | presbítero da Companhia de Jesus                                          | Cardeal-diácono de Santo Inácio de Loyola no Campo de Marte                         |